# Morska podgana
Morska podgana (znanstveno ime Chimaera monstrosa) je vrsta rib iz družine Chimaeridae, ki je razširjena po delih Atlantskega oceana in Sredozemskega morja.

## Opis
Odrasle ribe lahko zrastejo do 1,5 m in lahko tehtajo do 2,5 kg. Osnovna barva telesa je rjava z marmorirano belim vzorcem. Oči so velike in imajo zeleno zenico. Pobočnica je jasno razvidna na glavi. Na hrbtni plavuti je en žarek blago strupen in lahko povzroči boleč pik.

## Razširjenost in habitat
Morska podgana je oviparna, običajno se zadržuje v majhnih jatah na morskem dnu, kjer se hrani z raznimi talnimi nevretenčarji. Živi na globinah med 40 in 1663 metri, najpogosteje med 300 in 500 m. Na južnem delu območja razširjenosti se ta vrsta zadržuje v globljih vodah kot na severu. Bolne in umirajoče ribe včasih zaidejo v plitkejše vode. Morska podgana je razširjena po severovzhodnem Atlantiku, od Maroka do severne Norveške in Islandije, pa tudi po delih Sredozemlja. Redkejša je na vzhodu, zelo redka pa v severnem Jadranskem morju.